# Орчард Парк (Њујорк)
Орчард Парк (енгл. Orchard Park) град је у америчкој савезној држави Њујорк.

## Демографија
По попису из 2010. године број становника је 3.246, што је 48 (-1,5%) становника мање него 2000. године.
| Група             | 2000.         | 2010.         |
| Белци             | 3.192 (96,9%) | 3.074 (94,7%) |
| Афроамериканци    | 15 (0,5%)     | 30 (0,9%)     |
| Азијати           | 32 (1,0%)     | 37 (1,1%)     |
| Хиспаноамериканци | 29 (0,9%)     | 58 (1,8%)     |
| Укупно            | 3.294         | 3.246         |